# Vittorio Fagone
Vittorio Fagone (* 3. August 1933 in Floridia; † 8. Januar 2018 in Mailand) war ein italienischer Kunstkritiker.

## Leben
Von 1994 bis 2000 war er Direktor der Galleria d’Arte Moderna e Contemporanea (GAMEC) der Accademia Carrara in Bergamo. Seine Arbeit zeichnet sich durch eine starke Konzentration auf die Persönlichkeiten Carlo Carrà, Joe und Gianni Colombo, auf die Erfahrungen mit dem Preis von Bergamo und allgemein auf die Kunstgeschichte der Lombardei und Italiens in den 1930er Jahren aus. Zusammen mit Dieter Ronte entwickelt er bei einer Reihe von Treffen im Rahmen der Biennale von Venedig 1986 die Grundidee der Bewegung Art in Nature.

## Publikationen
Er ist der Autor zahlreicher Publikationen, darunter:
- L’arte all’ordine del giorno. Figure e idee in Italia da Carrà a Birolli, Feltrinelli, Mailand, 2001.
- L’immagine video. Arti visuali e nuovi media elettronici, Feltrinelli, Mailand, 1990.
- Joe Colombo (mit Ignazia Favata), Il Sole 24 ore, Rom, 1988.
- Migneco (mit Salvatore Quasimodo), Edizione Arte & Grafica, Bergamo, 1983.
- Mario Botta. Una casa (mit Francesco Dal Co, Ausstellungskatalog), Mondadori Electa, Mailand, 1989.

Er hat auch Bücher bei den Verlagen Charta, Lubrina-LEB und Mazzotta veröffentlicht.